# World Vision Australien
World Vision Australien (engl.: World Vision Australia) ist eine christliche Nichtregierungsorganisation mit Schwerpunkten in der Entwicklungszusammenarbeit, der Katastrophenhilfe und der „entwicklungspolitischen Anwaltschaftsarbeit“ mit Sitz in Melbourne, Australien. Die Organisation hat 588 Angestellte und 3.799 ehrenamtliche Mitarbeiter und ist Teil des christlich-evangelikalen World Vision-Netzwerks.

## Organisationsstruktur und Geschichte

### Finanzierung
World Vision Australien wird durch die Australian Agency for International Development (AusAID) von staatlicher Seite finanziell unterstützt. Im Jahr 2003/04 erhielt die Organisation knapp 16 Millionen australische Dollar (A$), wovon 1,7 Mil. A$ für die Katastrophenhilfe vorgesehen waren. WV AUS ist steuerbefreit.
Neben der staatlichen erhält WV Australien auch finanzielle Unterstützung von Organisationen der Vereinten Nationen, wie dem World Food Programme, UNICEF und UNHCR.
Ein Arbeitsschwerpunkt von WV Australien stellt die Hilfe für Kinder dar, wobei vor allem Patenschaftsprogramme als Fundraisinginstrument genutzt werden.

### Partnerschaft, Mitgliedschaften und Arbeitsbeziehungen
Die Organisation ist Teil der internationalen World Vision Partnerschaft mit evangelikalen Wurzeln.
World Vision Australien ist Mitglied des Australian Council For International Development (ACFID) und Unterzeichner des ACFID´s Code of Conduct, der Mindeststandards für Management, Steuerung und Nachhaltigkeit von Nichtregierungsorganisationen definiert. World Vision Australien arbeitet mit anderen staatlichen und nichtstaatlichen Organisationen in Australien und weltweit zusammen. Neben den Zuschüssen von AusAID beteiligt es sich mit Stellungnahmen an der nationalen Gesetzgebung zu Hilfswerken und Entwicklungszusammenarbeit.
Die Organisationen arbeitet mit nationalen und internationalen Kirchen, Oxfam, WHO, UNHCR und UNICEF zusammen.

### Geschichte
World Vision Australien wurde im Jahr 1966 gegründet und begann zunächst in Indochina, Bangladesch und Afrika mit Hilfsarbeit. Eine zentrale Rolle bei der Gründung spielte dabei der evangelikale Christ Greame Irvine, welcher später auch Präsident von World Vision International werden sollte. WV setzt sich auch gegen Menschenhandel ein.
Im Jahr 2005 wurde Guy Sebastian zum Botschafter für World Vision Australien ernannt.

## Arbeitsschwerpunkte

### Allgemeine Schwerpunkte
Die hauptsächlich durch Patenschaften eingenommenen Gelder kommen auch durch Förderung von Familie, Dorf oder Region dem Kindeswohl zugute, etwa durch Verbesserung der Landwirtschaft, Erwachsenenbildung und Einkommenssicherung. Zur Projektarbeit von WV Australien gehören die Bereiche Bildung, Gesundheit, Ernährung, darunter auch Lese- und Schreibunterricht für Erwachsene und einkommensverbessernde Maßnahmen, ferner Förderung von Menschenrechten, ländlicher Entwicklung, Wasserversorgung und sonstige Infrastrukturmaßnahmen, Förderung von Gender Rights. WV AUS engagiert sich auch für den Klimaschutz. Leitende Angestellte, wie Lynne Arnold (Vorsitzende der Arbeiterpartei in Südaustralien) und Tim Costello werden zu den Linken gezählt.

### Aktion „40 Stunden Hungersnot“
Die Aktion 40 Hour Famine („40 Stunden Hungersnot“) ist eine seit 1975 jährlich stattfindende Aktion zum Spendenerwerb, die zugleich jungen Menschen die Bedeutung von Hunger aufzeigen will. Teilnehmer, darunter Schulklassen und Kirchengemeinden, versuchen, 40 Stunden möglichst wenig (oder gar nichts) zu essen und fragen in ihrem Bekanntenkreis nach Sponsoren. Im Jahr 2002 wurden die so gesammelten Gelder zur Hilfe für Menschen in Kambodscha, Indien und Afghanistan eingesetzt.

### Katastrophenhilfe
Zur internationalen Arbeit von WV gehört auch die Katastrophenhilfe; angezielt ist, im Falle von Erdbeben, Flutkatastrophen, Tsunamis, Dürren oder durch den Menschen verursachte Notlagen, wie z. B. Kriegen, binnen 72 Stunden mit Essen und anderen Hilfen vor Ort zu sein.

### Einzelprojekte mit internationalem Fokus
Twice As Green (Doppelt so grün) hilft Gemeinschaften, sich an durch die globale Erwärmung geänderte Landschaftsbilder anzupassen. Es umfasst Projekte wie Wiederbegrünung, Urbarmachung, nachhaltige Landwirtschaft und Treibhausgasverminderung.
Child Rescue (Kinderrettung) kümmert sich über Kinderpartnerschaften hinaus um Kinder, die in schwierigen Situationen ums Überleben kämpfen. Darunter fallen Obdachlose, Waisen und Flüchtlinge aus Bordellen und Fabriken, Opfer von Menschenhandel und Sklaverei.
Water Health Life (Wasser Gesundheit Leben) sorgt mit Bohrlöchern und Zisternen für sauberes Wasser und will so Seuchen verhindern.

### Projekte in Australien
World Vision bietet auf seiner Webseite eine Reihe von Lernmaterialien für Grundschule und Mittelstufe an.
Zusammen mit AusAID und der International Women’s Development Agency organisiert es One Just World (Eine gerechte Welt) eine australienweite Serie von Diskussionsrunden, um Australier in die Debatte um Schlüsselprobleme der nationalen und internationalen Entwicklung einzubeziehen.
World Vision Australien beteiligt sich regelmäßig durch Stellungnahmen an der nationalen Gesetzgebung.
Seit 1979 Aboriginal-Kirchenführer World Vision darum baten, ihnen bei der Fortbildung ihrer Leiter zu helfen, ist World Vision auch im Bereich der australischen Ureinwohner tätig. Im Jahre 2009 konzentrierten sich diese Hilfen vor allem in der medizinischen Grundversorgung, Bildung und Wirtschaftsförderung. So betrieb es von 1996 bis 201 die Birrung-Galerie, die zu einem fairen Preis Kunst von Aboriginals aufkaufte und auf Ausstellungen verkaufte, um damit Marketing-Fortbildungen für die Ureinwohner und Gemeindeprogramme zu finanzieren.
Linking Hands (Hände miteinander verbinden) ist eine Straßenaktion für Australier, um Spenden für Aboriginals zu sammeln.

### Lob und Tadel
World Vision Australien ist 2009 für seine Transparenz mit dem PricewaterhouseCoopers Transparency Award ausgezeichnet worden.
World Vision Australien wurde 2010 dafür kritisiert, ein „Terroristen-Camp“ im Westjordanland zu fördern.
Die Organisation wurde von der The Herald Sun kritisiert, nicht hauptsächlich die Rettung von Menschenleben und Naturschutz zu fördern und statt der christlichen einer neuheidnischen Weltanschauung zu folgen.